# Kościół Przemienienia Pańskiego w Tarnogrodzie
Kościół Przemienienia Pańskiego w Tarnogrodzie – kościół parafialny w parafii o tej samej nazwie, znajdujący się przy ul Kościelnej 14 w Tarnogrodzie.

## Historia
Obecny kościół jest trzecim na tym miejscu. Pierwszy, drewniany kościół Zwiastowania Najświętszej Marii Panny, św. Anny i św. Wawrzyńca spłonął w 1629, drugi, pw. Przemienienia Pańskiego, Najświętszej Marii Panny, św. Anny i św. Wawrzyńca, zbudowano w latach 1630–1632 i rozebrano przed 1764.
Budowę obecnego kościoła rozpoczęto po 1750 z inicjatywy ks. Józefa Łysakowskiego i z fundacji wojewody lubelskiego Tomasza Antoniego Zamoyskiego. Projekt sporządził lwowski architekt Bernard Meretyn. Kościół ukończono po 1771 staraniem ks. Baltazara Dulewskiego i przy finansowym wsparciu wojewody podolskiego Jana Jakuba Zamoyskiego.
W latach 1839 i 1897 kościół był remontowany. Polichromię wykonał w latach 1880-1889 Szymon Zin. W XX w. dach kościoła pokryto blachą. W latach 1973–1974 odnowiono polichromię.

## Architektura
Kościół Przemienienia Pańskiego jest trzynawową, orientowaną bazyliką wzniesioną w stylu późnobarokowym z rokokową dekoracją wnętrza. Kościół zbudowano z cegły i otynkowano, detale architektoniczne wykonano z piaskowca.
Fasada kościoła jest trójdzielna z wysuniętą wyższą częścią środkową opartą na wysokim cokole, ujętą parami pilastrów o rokokowych głowicach i zwieńczoną szczytem ze spływami i postumentami, na których umieszczono kamienne, rzeźbione latarnie. W wypuklej części cokołu znajduje się arkadowy portal. Części boczne fasady są niższe i zwieńczone attyką z parami latarń. Elewacje boczne kościoła zostały rozczłonkowane pilastrami i ożywione płycinami, z profilowanymi gzymsami wieńczącymi. Otwory okienne są umieszczone profilowanych obramieniach.
Nawa główna została nakryta dachem dwuspadowym, niższym nad prezbiterium, natomiast nawy boczne dachem pulpitowym. Nad nawą główną znajduje się sygnaturka zwieńczona cebulastym hełmem.
Korpus kościoła jest prostokątny, czteroprzęsłowy. W przęśle zachodnim pod chórem muzycznym jest kruchta. Nawy boczne zostały utworzone z rzędów kaplic połączonych arkadowymi przejściami. Do nawy głównej otwierają się one filarowymi arkadami. W południowym przedłożeniu nawy bocznej są schody prowadzące na chór muzyczny, wsparty na trzech filarowych arkadach. Prezbiterium jest nieco węższe, jednoprzęsłowe i zamknięte półkoliście, z zakrystią od strony północnej i kaplicą Matki Boskiej od strony południowej.
Ściany nawy i prezbiterium rozczłonkowane pilastrami o kapitelach kompozytowych, podtrzymującymi belkowanie z ząbkowanym gzymsem. Sklepienia nawy i prezbiterium reprezentują typ mieszany krzyżowo–kolebkowy i wspierają się na łękach sklepiennych, sklepienia w nawach bocznych stanowią eliptyczne kopułki, natomiast w zakrystii i kaplicy Matki Boskiej jest sklepienie kolebkowe z lunetami.

## Wystrój wnętrza

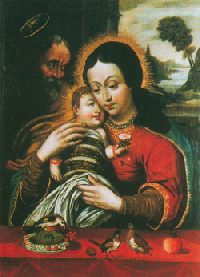
Oryginalny obraz Matki Boskiej Dzikowskiej

Na program ikonograficzny polichromii w prezbiterium i nawie składają się sceny z życia Chrystusa (Przemienienie Pańskie, Ukrzyżowanie, Zmartwychwstanie, Wniebowstąpienie) natomiast w kaplicy Matki Boskiej – sceny z życia Matki Boskiej (Zwiastowanie, Wniebowzięcie, Koronacja).
Ołtarz główny jest dziełem Fabiana Möllera powstałym ok. poł. XVII w., przeniesionym w 1783 z kolegiaty zamojskiej. Jego dekoracje stanowią rzeźby Matki Boskiej z Dzieciątkiem, Michała Archanioła i czterech aniołów; w polu środkowym umieszczony jest obraz Przemienienia Pańskiego pochodzący przypuszczalnie z I. poł. XVII w.; na zasuwie obraz Zwiastowanie Murilla. Po bokach znajdują się dwa oryginalne obrazy Domenica Tintoretta, zamówione w Wenecji: św. Jana Chrzciciela i św. Jana Ewangelisty; w zwieńczeniu umieszczony jest obraz Boga Ojca.
Tabernakulum pochodzi z XVIII w. Barokowe i rokokowe ołtarze w nawach bocznych mają bogatą dekorację rzeźbiarską. Umieszczone w nich obrazy przedstawiają Matkę Boską i świętych.
W rokokowym ołtarzu w kaplicy Matki Boskiej znajduje się kopia obrazu Matki Bożej Dzikowskiej pochodzącym przypuszczalnie z przełomu XVII/XVIII w. w sukienkach z początku XVIII w. (oryginał znajduje się w Sanktuarium Matki Bożej Dzikowskiej oo. Dominikanów w Tarnobrzegu).

## Dzwonnica
Obok kościoła wznosi się dwukondygnacyjna dzwonnica wzniesiona z cegły prawdopodobnie razem z kościołem. Została ona zbudowana na planie kwadratu o ściętych narożach. W dolnej kondygnacji znajduje się sklepione kolebkowo przejście. Naroża obu kondygnacji są ujęte pilastrami podtrzymującymi belkowanie. Kondygnacje oddzielone są podwójnym gzymsem z daszkiem okapowym. Dzwonnica jest nakryta dwuspadowym, blaszanym dachem, ujętym w trójkątne szczyty.